# عماره مروزی
عِمارهٔ مَروزی یا عُمارهٔ مَروزی شاعر ایرانی بود که در اواخر دورهٔ سامانیان و اوایل دورهٔ آل سبکتکین می‌زیست.
اسم، کنیه و نام پدر این شاعر فقط در کتاب لباب‌الالباب و به‌صورت «ابومنصور عمارة بن محمد المروزی» آمده‌است.

## زمان زندگی
عوفی در کتاب لباب‌الالباب این شاعر را در زمرهٔ شاعران دورهٔ سامانی ذکر کرده‌است و چون از او در مدح سلطان محمود غزنوی نیز مدیحه‌ای ذکر می‌کند معلوم می‌شود که عماره اساساً از شاعران عهد سامانی بوده ولی بعد از برچیده شدن اساس حکمرانی این حکومت و برآمدن غزنویان، همچون کسایی مروزی به ستایش سلطان محمود که به دادن پاداش‌های بسیار به شعرا شهرت داشته پرداخته‌است.
وی شعری در رثای اسماعیل منتصر سامانی پس از کشته شدن او سراییده و از آنجایی که اسماعیل منتصر در سال ۳۹۵ هجری قمری کشته شده، بنابرین عماره که مرثیهٔ او را گفته تا این تاریخ در قید حیات بوده.

## منبع‌شناسی
علاوه بر لباب‌الالباب، در اسرارالتوحید و مجمع‌الانساب نیز به عماره اشاره شده‌است. در اسرارالتوحید حکایتی دربارهٔ ابوسعید ابوالخیر ذکر شده‌است که وی پس از شنیدن شعری از مریدانش می‌خواهد نام شاعر را به او بگویند و آنها از عماره نام می‌برند و سپس ابوسعید ابوالخیر به زیارت قبر عماره می‌رود. در حکایتی که در مجمع‌الانساب آمده‌است، روایت پاداش‌دادن سلطان محمود غزنوی به عماره را شرح می‌دهد.

## نمونهٔ اشعار
| اندر غزل خویش نهان خواهم گشتن |  | تا بر دو لبت بوسه دهم چونش بخوانی |

| بنفشه داد مرا لعبت بنفشه قبای    |  | بنفشه بوی شد از بوی آن بنفشه سرای‌ |
| بنفشه هست و نبیذ بنفشه بوی خوریم |  | بیاد همت محمود شاه بار خدای       |

| آن می‌بدست آن بت سیمین من نگر     |  | گوئی که آفتاب بپوست با قمر  |
| و آن ساغری که سایه بیفکند می برو |  | برگ گل سپیدست گوئی بلاله بر |

| بر روی او شعاع می از رطل برفتاد |  | روی لطیف و نازکش از نازکی بخست |
| می چون میان سیمین دندان او رسید |  | گوئی کران ماه بپروی درون نشست  |